# Mirko Schmidt
Mirko Schmidt (* 6. Februar 1966 in Meißen) ist ein deutscher Politiker. Er war von 2004 bis 2005 Mitglied der NPD-Fraktion im Sächsischen Landtag und 2005–2009 fraktionsloser sächsischer Landtagsabgeordneter. Nach seinem Austritt aus der NPD wurde er zum Gründer und ersten Vorsitzenden der Sächsischen Volkspartei (SVP). 2011/12 trat er der Partei Bürgerbewegung pro Deutschland bei, für die er als Spitzenkandidat bei der Landtagswahl in Sachsen 2014 antrat.

## Biografie
Nach der Schule begann er eine Lehre als Anlagentechniker. Schmidt diente drei Jahre lang bei der Nationalen Volksarmee der DDR und arbeitete später als Anlagentechniker, Versicherungsvertreter und Hausverwalter. In Meißen betreibt er eine Gastwirtschaft.
1997 trat er in die NPD ein, ab 2000 war er Kreisvorsitzender und Mitglied im Landesvorstand, von 1999 bis 2009 Stadtrat in Meißen, von 2003 bis 2005 stellvertretender Bundesvorsitzender der Kommunalpolitischen Vereinigung der NPD, seit 2004 auch Kreisrat sowie Landtagsabgeordneter im Landtag Sachsens.
Er wurde von seiner Fraktion als Kandidat für den Posten des Ausländerbeauftragten nominiert und erhielt beim Wahlgang am 9. Dezember 2004 14 Stimmen. Da die NPD-Fraktion nur über zwölf Stimmen verfügte, müssen mindestens zwei Abgeordnete aus anderen Fraktionen im Landtag ebenfalls für Schmidt gestimmt haben.
Am 21. Januar 2005 verließ Schmidt mitsamt der NPD-Fraktion den Sitzungssaal des sächsischen Landtags, nachdem Landtagspräsident Erich Iltgen (CDU) auch zum stillen Gedenken an die Opfer des Holocaust aufgerufen hatte. Ein zuvor von der NPD gestellter Antrag hatte vorgesehen, nur an die Bombenangriffe auf Dresden am 13. Februar 1945 zu erinnern. Dieser Vorfall löste einen politischen Eklat mit bundesweiter Resonanz aus.
Mirko Schmidt trat am 17. Dezember 2005 aus Fraktion und Partei aus. Er sagte der Sächsischen Zeitung, für ihn sei das mittlerweile offene Bekenntnis der NPD zum Nationalsozialismus nicht mehr akzeptabel: „Die NPD hat die demokratischen Grundsätze verlassen“. Am 21. Dezember 2005 folgte sein Fraktionskollege Klaus Baier und am 23. Dezember 2005 Jürgen Schön diesem Schritt.
Schmidt gründete am 19. März 2006 die Sächsische Volkspartei (SVP), die sich als demokratische rechte Partei definiert, und ist seitdem ihr Vorsitzender. Da die SVP laut dem Sächsischen Verfassungsschutz rechtsextrem ist, wird sie von diesem überwacht.
Nach seinem Ausscheiden aus der NPD-Fraktion war Schmidt fraktionsloser Abgeordneter im Sächsischen Landtag und war beratendes Mitglied im Ausschuss für Umwelt und Landwirtschaft. Bei der Stadtratswahl Meißen Anfang Juni 2009 erzielte Schmidt mit seiner eigenen Liste 0,9 % der Stimmen und schied damit aus dem Stadtrat aus. Nach der Landtagswahl in Sachsen 2009, bei der die SVP 0,2 % der Stimmen erhielt, gehört er auch nicht mehr dem Landtag an. Schmidt selbst war als Bewerber um ein Direktmandat im Wahlkreis Meißen 1 angetreten und hatte dort 1,1 % der Stimmen erzielt. Seit Januar 2011 ist er stellvertretender Vorsitzender der Bürgerbewegung pro Sachsen. Im November 2012 wurde er zum Beisitzer der Partei Bürgerbewegung pro Deutschland gewählt.
Bei der Landtagswahl in Sachsen 2014 war Schmidt Spitzenkandidat der Bürgerbewegung pro Deutschland.
Am 15. Dezember 2015 löste sich die SVP auf und gründete sich am selben Tag neu. Mirko Schmidt wurde einstimmig zum Vorsitzenden der SVP gewählt. Seine Stellvertreter sind der Bauunternehmer Heiko Lorenz sowie Jens Schurig. 
Er ist verheiratet und hat drei Kinder.